# Droit international humanitaire coutumier
Le droit international humanitaire coutumier est un corpus de règles non écrites du droit international public ; il porte sur le comportement dans le cadre d'un conflit armé.

## Définition
Le droit international coutumier, à l'instar du droit des traités, est reconnu comme une source essentielle du droit international public. Si les traités internationaux sont des accords écrits par lesquels les États s'engagent sur certaines règles, le droit international coutumier se compose de règles non écrites issues d'une « pratique générale acceptée comme étant le droit »,. Par conséquent, pour établir une règle non écrite de la coutume internationale, deux conditions sont nécessaires : une règle objective, c'est-à-dire le comportement répété des États... et une règle subjective, la conviction que ce comportement repose sur des obligations légales (opinio juris sive necessitatis (en)). L'élément objectif est souvent appelé pratique des États ; l'élément subjectif, opinio juris.

## Droit international humanitaire
Le droit international humanitaire (DIH), aussi appelé droit de la guerre ou droit des conflits armés, est une branche du droit international public qui, « pour des raisons humanitaires, cherchent à limiter les effets des conflits armés. Il protège les personnes qui ne participent pas ou plus aux combats et restreint les moyens et méthodes de guerre »,.
Le comportement pendant un conflit armé « a toujours été soumis à certains principes et certaines coutumes », qui découlent des pratiques des armées à travers le monde. Depuis les années 1850, toutefois, nombre de ces règles sont codifiées, par les États via des traités internationaux, comme les Conventions de la Haye et les Conventions de Genève. Indépendamment de cette codification de plus en plus courante du DIH, les règles coutumières conservent leur importance dans les conflits armés contemporains.

## Intérêt contemporain
Le droit international humanitaire coutumier complète la protection offerte par le droit issu des traités du DIH dans des situations de conflits armés. Le droit international humanitaire issu des traités ne s'impose qu'aux États signataires d'un traité particulier, tandis que le droit international humanitaire coutumier s'applique à tous les États. Or, si certains traités de DIH sont ratifiés par la totalité des États, comme les conventions de Genève en 1949, ce n'est pas le cas pour d'autres traités. Le droit international humanitaire coutumier peut combler les carences quant à la protection offerte en cas de conflit de armé.
En 2005, sur mandat des États réunis à la 26e conférence internationale du Mouvement international de la Croix-Rouge et du Croissant-Rouge, et après environ 10 années de recherches et de consultation, le Comité international de la Croix-Rouge a présenté une étude sur le droit international humanitaire coutumier, publié par Cambridge University Press.

## Base de données judiciaire du CICR sur le droit international humanitaire coutumier
En août 2011, le CICR lance une base données issue des travaux du Red Cross' Customary IHL Study, développé avec la Croix-Rouge britannique. Cette base peut servir de référence judiciaire dans les conflits armés internationaux et non internationaux, y compris par des tribunaux et des organismes internationaux.
Cette base de données est régulièrement mise à jour avec l'apport de pratiques nationales issues de dizaines de pays.